# Göppingen Gö 9
Il Göppingen Gö 9 è stato un aereo sperimentale monomotore ad ala alta, realizzato per testare le potenzialità di un velivolo propulso da un'elica spingente collocata in coda e collegata al motore da un lungo albero di trasmissione.

## Storia
Nel 1937, l'ingegnere aeronautico tedesco Claude Dornier osservò che l'aggiunta di ulteriori motori ed eliche al fine di aumentare la velocità di un velivolo avevano il risvolto negativo di aumentarne anche la resistenza aerodinamica. Ipotizzò quindi che per ridurre al minimo questo inconveniente si sarebbe potuto installare un secondo motore nella parte posteriore della stessa fusoliera in una configurazione traente-spingente. Per ovviare al problema del peso che, a causa del motore aggiuntivo, gravava sulla coda, per l'installazione dello stesso si avrebbe scelto una posizione molto più centrale. Il principale vantaggio di questo schema stava nell'aumento di potenza complessiva data da due motori senza la necessaria installazione degli stessi in due gondole alari. L'ing. Dornier brevettò questa idea e commissionò un prototipo per verificarne la fattibilità.
Il progetto del velivolo venne affidato al professor Ulrich Hüter il quale disegnò un aereo di piccole dimensioni e dall'aspetto, tranne per il posizionamento dell'elica, piuttosto tradizionale.
Il velivolo venne realizzato presso la Sportflugzeugbau Schempp-Hirth a Göppingen nel Württemberg, già affermata per la realizzazione di alianti, ricevette dal Reichsluftfahrtministerium (RLM) la denominazione ufficiale di Göppingen Gö 9 e la matricola civile D-EBYW. Fondamentalmente, il Gö 9 risultava essere una versione in scala 1:2,5 della struttura principale del Dornier Do 17.

## Tecnica
Il Gö 9 era un velivolo di piccole dimensioni e dall'aspetto, tranne per il posizionamento dell'elica, piuttosto tradizionale.
La parte posteriore era caratterizzata da una grande coda cruciforme, dotata di una pinna ventrale che aveva tra l'altro la funzione, tramite un ruotino, di mantenere l'elica posteriore distante dal suolo durante il decollo e atterraggio. L'abitacolo era avanzato chiuso da un tettuccio finestrato in vetro. Il motore, uno Hirth HM 60R sviluppante una potenza di 80 CV, era montato in posizione centrale/ventrale all'interno della fusoliera di forma cilindrica, ed era collegato tramite un lungo albero di trasmissione ad un'elica quadripala. L'ala era montata alta. Il carrello d'atterraggio aveva la configurazione a triciclo anteriore ed era completamente retrattile.

## Impiego operativo
Il Gö 9 effettuò numerose prove, prima a terra, poi nei primi mesi del 1940 in volo trainato da un Dornier Do 17 e pilotato dal collaudatore Hermann Quenzler. Nelle successive prove di volo autonomo, Quenzler indicò l'ottimo comportamento del velivolo anche in caso di spegnimento del motore, confermardo la fattibilità del concetto del motore posteriore.
Le esperienze acquisite dal Gö 9 vennero utilizzate per la realizzazione del caccia pesante Dornier Do 335 Pfeil dotato della configurazione traente-spingente ideata dall'ing. Dornier.
Dell'unico esemplare del Göppingen Gö 9 si sono perse le tracce.